# Amt Wörth

Wappen der Herrschaft Lichtenberg

Wappen der Grafschaft Zweibrücken-Bitsch

Wappen der Grafschaft Hanau-Lichtenberg seit 1606

Wappen der Landgrafschaft Hessen-Darmstadt

Das Amt Wörth war ein Amt der Herrschaft Lichtenberg, ab 1480 der Grafschaft Hanau-Lichtenberg und in deren Nachfolge seit 1736 der Landgrafschaft Hessen-Darmstadt.

## Geschichte
Das Amt wurde aus einigen räumlich nahe zusammen liegenden Besitztümern der Herren von Lichtenberg im 13. Jahrhundert gebildet.
Elisabeth von Lichtenberg (* 1444; † 1495) war als Tochter von Ludwig V. von Lichtenberg (* 1417; † 1474) eine von zwei Erbtöchtern mit Ansprüchen auf die Herrschaft Lichtenberg. Sie heiratete Simon IV. Wecker von Zweibrücken-Bitsch. Nach dem Tod des letzten Lichtenbergers, Jakob von Lichtenberg, eines Onkels von Elisabeth, erbten sie und die Erben ihrer vorverstorbenen Schwester, Anna von Lichtenberg, 1480 die Herrschaft Lichtenberg je zur Hälfte. Die Herrschaft wurde geteilt und das Amt Wörth dem Teil des Erbes zugeschlagen, der an Zweibrücken-Bitsch fiel. Allerdings kam es 1570 zu einem weiteren Erbfall, der auch das Amt Wörth zur Grafschaft Hanau-Lichtenberg brachte: Graf Jakob von Zweibrücken-Bitsch (* 1510; † 1570) und sein schon 1540 verstorbener Bruder Simon V. Wecker hinterließen nur jeweils eine Tochter als Erbin. Die Tochter des Grafen Jakob, Margarethe (* 1540; † 1569), war mit Philipp V. von Hanau-Lichtenberg (* 1541; † 1599) verheiratet. Zu dem sich aus dieser Konstellation ergebenden Erbe zählte auch die zweite, nicht bereits durch Hanau-Lichtenberg regierte, Hälfte der ehemaligen Herrschaft Lichtenberg als Teil der Grafschaft Zweibrücken-Bitsch.
Mit der Reunionspolitik Frankreichs unter König Ludwig XIV. kam das Amt Wörth unter französische Oberhoheit. Nach dem Tod des letzten Hanauer Grafen, Johann Reinhard III. 1736, fiel das Erbe – und damit auch das Amt Wörth – an den Sohn seiner einzigen Tochter, Charlotte, den Erbprinzen und späteren Landgrafen Ludwig (IX.) von Hessen-Darmstadt. Mit dem durch die Französische Revolution begonnenen Umbruch wurde das Amt Wörth Bestandteil Frankreichs und in den folgenden Verwaltungsreformen aufgelöst.
Nach einer Zählung vom Mai 1798 hatte das Amt 5.050 Einwohner.

## Bestandteile

### Ortschaften
| Ort                                                               | Herkunft | Recht                                                                  | Anmerkung |
| ----------------------------------------------------------------- | --- | ---------------------------------------------------------------------- | --- |
| Gericht Bärenbach                                                 | Um 1790 zum Amt gekommen |                                                                        | |
| Dambach                                                           | 1301: ¼ an Lichtenberg als Teil des zur Burg Schöneck zählenden Besitzes.                                                                                | Lehen des Bischofs von Straßburg                                       | 1398 an Zweibrücken-Bitsch verpfändet; in hessen-darmstädtischer Zeit wieder beim Amt Wörth |
| Dieffenbach-au-Val (Diefenbach)                                   | 1332 von den Landgrafen im Elsass gekauft. | Reichslehen                                                            | 1332 kam nur 2/3 des Dorfs an Lichtenberg, das restliche Drittel erst 1337 von den Puller von Hohenburg. |
| Eberbach                                                          | Wohl erst in hessen-darmstädtischer Zeit zum Amt Wörth.                                                                                                  |                                                                        | Gehörte nach Knöpp zuvor zum Amt Niederbronn nach Eyer lag es wohl vor der hessen-darmstädtischen Zeit im „Ausland“ |
| Forstheim                                                         | Im 14. Jh. kommt das zugehörige Forstrecht als Reichslehen an Lichtenberg, das Dorf ½ zu Lichtenberg, die andere Hälfte gehörte den Herren von Ettendorf | Afterlehen vom Herzogtum Lothringen, das es als Reichslehen innehatte. | Nach Auseinandersetzung mit dem Herzogtum Lothringen an dieses 1572/1606 heimgefallen. |
| Gœrsdorf (Görsdorf)                                               | 1314 von Lambrecht von Brune zu ¾ gekauft | Lehen des Bischofs von Straßburg                                       | 1348 erwarben die Lichtenberger unter Hohen Kosten die Stadtrechte für den Ort; eigener Gerichtsbezirk, der auch die Dörfer Mitschdorf, Lampertsloch, Lobsann, Oberkutzenhausen, Merkweiler, Preuschdorf und die Höfe Weylenbach und Diefenbach einschloss und eigene Büttelei. |
| Griesbach-le-Bastberg                                             | Gehörte wohl zum „Urbestand“, der schon Anfang des 13. Jhs. vorhanden war.                                                                               | Allod; 1/3 zu Hanau-Lichtenberg, 2/3 zu Leiningen                      | Im Spätmittelalter zum Amt Buchsweiler; in hessen-darmstädtischer Zeit wohl zunächst zum Amt Niederbronn, später zum Amt Wörth. |
| Hœlschloch (Hölschloch, historisch: Heideschloch)                 | | Lehen des Herzogtums Lothringen                                        | Nach Auseinandersetzung mit dem Herzogtum Lothringen an dieses 1572/1606 heimgefallen. |
| Lampertsloch                                                      | 1332 oder 1337 von Johann Puller gekauft. | Allod                                                                  | Eigene Büttelei |
| Langensoultzbach (Langensulzbach)                                 | 1437 zu ½ von Johann Eberhart von Lampertheim gekauft, die zweite Hälfte 1474 von Paul von Winstein                                                      | Lehen des Bischofs von Straßburg                                       | |
| Merkweiler                                                        | |                                                                        | Mitte 15. Jh. Bestandteil, nicht mehr am Ende des 18. Jhs. |
| Mitschdorf (historisch auch: Mitzingsdorf)                        | | Lehen des Bischofs von Straßburg                                       | |
| Morsbronn (historisch auch als „Morsfelt“ bezeichnet.)            | 1301 Erstbelehnung | Lehen von Straßburg                                                    | Teil eines Lehens, dessen Mittelpunkt die Burg Schöneck bildete. |
| Neunhoffen                                                        | |                                                                        | Unter den Landgrafen von Hessen dem Amt Lemberg zugeschlagen, um 1790 gehört es erneut zum Amt Wörth. |
| Niederkutzenhausen                                                | 1440: ältester erhaltener Nachweis als zur Herrschaft Lichtenberg gehörig                                                                                |                                                                        | Mitte 15. Jh. Bestandteil des Amtes, nicht mehr am Ende des 18. Jhs. |
| Niedermattstall                                                   | |                                                                        | Mitte 15. Jh., Bestandteil des Amtes, nicht mehr am Ende des 18. Jhs. wüst gefallen oder in Langensulzbach aufgegangen. |
| Niedersteinbach                                                   | Um 1790 zum Amt gekommen |                                                                        | In nach-napoleonischer Zeit zunächst zur bayerischen Pfalz, ab 1826 zu Frankreich. |
| Oberdorf                                                          | 1332 von den Landgrafen im Elsaß gekauft, 1337 den Anteil des Johann Puller (1/3) an dem Dorf gekauft.                                                   | Reichslehen                                                            | |
| Oberkutzenhausen                                                  | 1440: ältester erhaltener Nachweis, dass zur Herrschaft Lichtenberg gehörig                                                                              |                                                                        | Mitte 15. Jh. Bestandteil, nicht mehr am Ende des 18. Jhs. |
| Preuschdorf                                                       | 1332 von den Landgrafen im Elsaß gekauft, 1337 den Anteil des Johann Puller (1/3) an dem Dorf                                                            | Reichslehen                                                            | |
| Burg Schœneck (Schönecken)                                        | 1301 Erstbelehnung | Lehen des Bischofs von Straßburg                                       | eigene Büttelei |
| Spachbach                                                         | |                                                                        | |
| Wasenburg                                                         | In Lichtenberger Besitz erstmals erwähnt 1335 | Lehen des Bischofs von Straßburg                                       | |
| Burg Wasigenstein (Burg)                                          | Die Lichtenberger werden um 1466 Miteigentümer der Burg Wasigenstein                                                                                     | Lehen des Bischofs von Straßburg                                       | |
| Wingen (Winnen)                                                   | Um 1790 zum Amt gekommen |                                                                        | |
| Woerth (Schloss, Stadt und Mühle) (historisch auch: Nieder-Wörth) | 1308 von den Wildgrafen von Kirchberg (Kyrburg) gekauft.                                                                                                 |                                                                        | Seit Ende des 14. Jahrhunderts „Hauptstadt“ des gleichnamigen Amtes |

### Weitere Bestandteile
Zum Amt Wörth gehörten weiter:
- Alt-Pfaffenbronner Hof[38]
- Asphaltmühle bei Lampertsloch[38]
- Die zu Hessen-Darmstadt gehörende Hälfte der Burg Drachenfels seit etwa 1790[3]
- Vitriolwerk Gersdorf[38]
- Mühle in Goersdorf[3]; sie war als lichtenbergisches Lehen schon vor 1296 an den Ritter Helwig von Buchsweiler vergeben.[47]
- Lindel- und Wengelsbacher Höfe[38]
- Burg Löwenstein
- Neu-Pfaffenbronner Hof[38]
- Mühle in Niedersteinbach[Anm. 2]
- Hof Schöneck (zur Schöneck)[48]
- Hof Willenbach[38]

## Ausgegliedertes Amt Kutzenhausen

Wappen der Markgrafschaft Baden

Zeitweilig war ein Amt Kutzenhausen aus dem Amt Wörth ausgegliedert. In Hessen-Darmstädtischer Zeit bildete es ein mit der Markgrafschaft Baden gemeinsames Kondominium, wobei Hessen 1/3, Baden 2/3 zustanden.
| Ort                         | Anmerkung                                           |
| --------------------------- | --------------------------------------------------- |
| Feldbach                    |                                                     |
| Hœlschloch                  |                                                     |
| Kutzenhausen                | Auch in Nieder- und Oberkutzenhausen aufgegliedert. |
| Lobsann (Lussan)            | Nach Knöpp gehörte das Dorf nur teilweise zum Amt.  |
| Mattstall (Niedermattstall) |                                                     |
| Merkwiller                  |                                                     |
| Oberkutzenhausen            |                                                     |

Zum Amt gehörte weiter die Glashütte bei Mattstall.